# L'Idée de la phénoménologie
L'Idée de la phénoménologie est un texte du philosophe allemand Edmund Husserl, Die Idee der Phänomenologie. Fünf Vorlesungen, composé en 1907, dans lequel il présente les intuitions fondamentales qui sont à l’origine de sa phénoménologie. « L'idée d'une phénoménologie transcendantale, d'un idéalisme transcendantal passant par le chemin de la réduction phénoménologique trouve sa première expression publique dans les Cinq conférences qui portent le titre de L'idée de la phénoménologie » écrit Paul Ricœur . Ces écrits sont dans l'édition française précédés d'un très long « Avertissement » que l'on doit au traducteur Alexandre Lowit suivis, d'un Résumé des cinq leçons et en fin d'ouvrage de trois annexes. Les Cinq leçons vont être pour Husserl l'occasion de présenter pour la première fois sa méthode qui va passer par l'épochè et la Réduction phénoménologique, note Mario Charland.
.

## Objectif de l'œuvre
Pour Alexandre Lowit, les Cinq leçons de Husserl éclairent le tournant idéaliste du philosophe après la période du réalisme des Recherches logiques . Husserl justifie cet itinéraire par l'accent qu'il met sur « l'analyse phénoménologique de la connaissance par où nous est donné le monde des réalités »,.
La conversion idéaliste à un « Moi » phénoménologique demande de lever  « l'obstacle qui empêche de reconnaître la présence perceptive du monde comme présence immédiate du monde existant en chair et en os ». À cet effet, les Cinq leçons vont être pour Husserl, l'occasion de présenter pour la première fois sa méthode qui va passer par l'épochè et la Réduction phénoménologique, souligne Mario Charland. Emmanuel Housset , dit de L'idée de la phénoménologie de 1907 qu'elle est dans l'intention même de Husserl, un texte de commencement qui doit ouvrir à une authentique compréhension de la Réduction phénoménologique.

## Mouvement général de l'œuvre
Arnaud Dewalque, professeur à l'Université de Liège, en fait un résumé lapidaire (voir en note).
Avec cette œuvre, Husserl découvre la nécessité de mettre en scène un sujet, non empirique, pas un “moi”, mais un ego qui possède un regard pur et désintéressé, l'ego transcendantal. « Husserl introduit pour la première fois de manière systématique les notions d'épochè et de réduction, deux temps méthodiques qu'il met en œuvre dans son entreprise de fondation d'une nouvelle science philosophique : la phénoménologie transcendantale ».

## Première leçon
La première leçon interroge les conditions de « possibilité de la connaissance ou plus exactement la possibilité pour la connaissance d'atteindre un objet qui pourtant est en soi-même ce qu'il est ».  Ce qui est en jeu dans cette  première leçon c'est selon François Rousseau, auteur d'un mémoire universitaire sur ce texte, la possibilité « de convaincre le lecteur qu'une nouvelle science philosophique s'avère essentielle pour être en mesure de surmonter les apories auxquelles est confinée, dans ce cas-ci, la théorie de la connaissance ». En opérant une coupure radicale entre un monde de corps et un monde de l'esprit, duquel relève la connaissance par le biais du vécu psychique, Husserl fait le constat que la pensée naturelle se prive de tout moyen de concevoir une corrélation harmonieuse entre les deux mondes. 
Husserl introduit son propos en mettant en scène le conflit qui existe  entre l'« attitude naturelle » et l'esprit de la « philosophie critique », qui cherche à réparer cette déchirure. « Le théâtre de ces obscures et contradictoires théories, ainsi que des interminables disputes qui s'y rattachent, est la théorie de la connaissance, ainsi que la métaphysique, qui est, historiquement comme de par la nature des choses, intimement liée avec elle ». S'il y a bien un consensus de la pensée naturelle c'est que la connaissance ne connaît point de limite et « qu'il ne peut y avoir qu'une méthode de connaissance commune à toutes les sciences y compris la philosophie »(p. 45). Or Husserl s'attache à montrer par toute une série d'exemples que « la possibilité de la connaissance devient partout une énigme »(p. 43).
Ces contradictions résultent  de ce que Husserl nomme « attitude naturelle », dans laquelle « nous sommes immergés au quotidien, et par laquelle nous entrons en contact avec le monde, sans même y réfléchir et, sans sentir le besoin de la problématiser pour elle-même », elle concerne le quotidien comme la pensée scientifique et préscientifique. 
La philosophie qui a pour tâche de donner un fondement solide à la connaissance « a besoin de points de départ totalement nouveaux et d'une méthode totalement nouvelle qui la distingue par principe de toute science naturelle » (p. 46). De plus précise Husserl si la nouvelle science philosophique doit faire preuve de rigueur scientifique ce n'est pas au sens de l'objectivité.  Qui dit scientificité ne dit pas science objective. La nouvelle science aura pour tâche de résoudre « les problèmes que renferme la corrélation entre [...] le sens cognitif et l'objet de la connaissance ainsi que de mettre en lumière le sens essentiel de l'objet connaissable » (p. 43). Pour cela elle « doit faire abstraction de tout le travail accompli dans les sciences naturelles » (p. 46)
Pour éveiller le regard phénoménologique, qui suppose un détachement de l'attitude naturelle, le phénoménologue est pourtant contraint de partir de la dimension mondaine correspondant à cette même attitude naturelle, pour ultérieurement s'en détacher. « Il doit initier la réflexion philosophique à partir d'un autre motif, mondain  c'est-à-dire un motif qui s'inscrit dans une préoccupation propre à l'attitude naturelle et qui est susceptible de préoccuper le lecteur qui n'a pas encore effectué le renversement de l'attitude naturelle ». Il va s'avérer que la nécessité de porter un nouveau regard n'apparaît que dans et par la « réduction phénoménologique » dont à ce stade, on ne connaît rien. François Rouseau parle d'une circularité « herméneutique ».

## Deuxième leçon
« Une fois le lecteur sensibilisé à la possibilité d'une science philosophique d'un genre totalement nouveau, la seconde leçon de L'idée de la phénoménologie a pour mandat de nous introduire à cette nouvelle science - qui s'avère être la seule manière d'être en accord à la fois avec la scientificité et la philosophie telles qu'elles sont apparues originellement » écrit François Rousseau. À cet effet, relève François Rousseau, Husserl cherche, selon ses propres termes, « à établir ce que la connaissance est selon son essence, ce que renferme le sens de la relation à un objet qui lui est attribué, et le sens de la validité objective ou de la propriété d'atteindre l'objet, qui doit être la sienne lorsqu'elle doit être connaissance au sens authentique (p.51) »(p. 43). « Husserl détermine  l'attitude phénoménologique par une épochè [...] cette « épochè » est engagée à partir de la méthode cartésienne du doute ». « Husserl, fonde sa critique de la connaissance sur une réduction des connaissances naturelles c'est-à-dire que l’on doit faire abstraction de l’ensemble de nos connaissances issues soit de notre expérience quotidienne du monde ou de théories scientifiques ».
Dans la démarche du doute radical, qui est celle d'Husserl « c'est toute connaissance qui est mise en question, puisque c'est la possibilité même de la connaissance en général que la critique de la connaissance déclare problématique »(p. 56). À la suite de Descartes, Husserl découvre que quelque chose au moins échappe au doute : le « vécu » à titre d'évidence originaire,. Ainsi dans son principe toute science fait signe vers une sphère d'êtres susceptibles de nous être donnés absolument pourvu que je réfléchisse sur eux, que je les accueille tels que je les vois, ce que l'on résume dans l'idée de « vécu ». Si je peux accomplir une perception je peux en outre me représenter une perception ou m'en souvenir. Pour Husserl, « tout vécu intellectuel et tout vécu en général , au moment où il s'accomplit, peut devenir objet d'une vue et saisie pure, et dans cette vue il est une donnée absolue » (p. 54). « Mon vécu devient un objet de connaissance en soi et est saisi dans une présence absolue, dans une évidence immédiate [...] La conscience vit dans la présence absolue de ses vécus et à partir d'eux, elle pose l'existence de quelque chose qui n'est pas elle »écrit François Rousseau
Quels que soient nos efforts, ce rapport à l'objet reste une énigme, celle de comprendre comment la science transcendantale est possible. Husserl conclut : « c'est uniquement si ce rapport était susceptible d'être précisément donné lui-même, comme quelque chose qui peut être vu, que je pourrais la comprendre »(p. 63).

## Troisième leçon
La troisième leçon débute par l'étude de la distinction entre phénomène psychologique et phénomène au sens de la phénoménologie. Husserl distingue « le phénomène pur au sens de la phénoménologie du phénomène psychologique, objet de la psychologie comme science de la nature » et à ce titre susceptible d'être mis hors circuit (p. 68). C'est de cette différence de statut entre objets immanents et transcendants que découle la nécessité de la « réduction ». C'est la réduction qui va nous permettre « d'atteindre le  phénomène « pur » en le distinguant bien du " phénomène psychologique »,. 
La perception naturelle d'un objet est ainsi ressentie comme un « vécu » du moi, en ce sens elle est un fait psychologique. Ce n'est que par une double réduction appliquée successivement au monde, au moi, et au vécu que se dégage, dans son essence, le fait phénoménologique pur de la perception. Husserl constate :
1. Les objets transcendants (les objets du monde), ne nous sont pas donnés directement mais seulement d'une manière médiate et par conséquent restent privés d'une « pure évidence »  comme le note Mario Charland[3],[N 17]. D'où l'énigme que représente la connaissance d'un objet transcendant.
2. À l'inverse « l'être de la cogitatio, plus exactement le phénomène cognitif lui-même, est hors de question et demeure libre de l'énigme de la transcendance »[N 18] (p. 67).
3. Husserl résume : « À tout vécu psychique correspond, sur la voie de la réduction phénoménologique, un phénomène pur, qui révèle son essence immanente, comme une donnée absolue » (p. 69).
4. Le rapport à l'objet transcendant, bien que problématique n'est cependant pas sans intérêt il reste quelque chose qui peut être saisi dans le phénomène pur (p. 71). À partir d'un phénomène viser quelque chose qui n'existe peut-être pas, demeure en tant que visée et cela garde  un sens (p. 75).

En fin de leçon Husserl étend ce même processus de présence aux objets idéaux. Comme le dit Arnaud Dewalque, « le vécu contient des objets généraux » c'est-à-dire que pour Husserl, l'intuition des essences s'étend au-delà des objets singuliers. Il écrit, « ce qui est le plus facile à saisir [...] c'est la connaissance que ce ne sont pas les seuls objets singuliers mais aussi les généralités, les objets généraux et les états-de-choses généraux, qui peuvent parvenir à l'absolue présence-en-personne »(p. 77). Ce que nous percevons a dès la perception, du sens. Il en est ainsi de l'intuition catégoriale.

## Quatrième leçon
Husserl se penche dans cette quatrième leçon, sur l'essence de la connaissance en distinguant les multiples phénomènes qui y sont entendus (p. 79)
Arnaud Dewalque, note que les objets idéaux ne sont pas moins évidents que les cogitations d'objets singuliers.
Le travail sur l'essence de la connaissance est un travail sur « les origines et les données absolues à partir desquelles sont mesurés tout sens et par suite tout droit de la pensée confus »(p. 80). Une connaissance a priori est une connaissance logiquement antérieure à l'expérience. Husserl s'interroge sur le mode de présence des « objets généraux » dont il pense qu'ils sont, après réduction, comme  les objets singuliers, « donnés-en-personne ». (p. 81).
Husserl fait appel à un concept d'immanence remanié pour délimiter le champ de l'évidence. D'autre part, il introduit une distinction entre « immanence réelle ou effective » et « immanence intentionnelle » qui donnera naissance au noème.
La contrepartie de la présence absolue et le sentiment d'évidence qu'elle procure trouve chez Husserl son expression dans le concept de « présence-en-personne », qu'il défend dans les (p. 86-87).

## Cinquième leçon
Au bout de ces cinq leçons Husserl pense être capable de définir la tâche de la phénoménologie, résume Emmanuel Housset.« Il s'agira de mettre en lumière les divers modes de donnée ou de présence authentique, c'est-à-dire de mettre en lumière la constitution des divers modes d'objet, ainsi que leurs relations mutuelles » écrit Husserl (p. 100).
La cinquième leçon contient toute une série de remarques :
- Toute perception dépasse le pur « maintenant », en ce qu'elle retient intentionnellement dans chaque nouveau maintenant, ce qui maintenant n'est plus. Ce phénomène est appréhendé sous l'expression de souvenir primaire ou rétention(p. 91). Avec la rétention se constitue l'« objet temporel » (p. 96)
- Le « général » (comme le contenu temporel en général, la durée en général, le changement en général) ne se constitue pas sur la base d'une perception, mais dans et par le regard généralisant (p. 92)[N 25]
- L'évidence d'une essence est indifférente à l'existence, elle ne relève donc pas d'une perception singulière mais d'une intuition singulière sur la base d'une représentation imaginaire (p. 92).
- Existence ou essence doivent être considérés comme « deux manière d'être, se manifestant dans deux modes de présence-en-personne »(p. 95)